# Olof Skötkonung
Olof Skötkonung (starošvedski: Olawær Skotkonongær; oko 980. – 1022.), kralj Švedske od 995. do 1022. Sin je kralja Erika pobjedničkog i prema islandskim izvorima majke Sigrid Gorde. Svetac je Katoličke Crkve.

## Životopis
Oca je naslijedio oko 995. Prema prilično oskudnim i od današnjih povjesničara sa skepsom promatranim izvorima (Snorri Sturluson i Adam Bremenski), navodi se, da je vladavinu počeo kao vikinški kralj, odnosno, da je organizirao pljačkaške pohode. U jednom od takvih - na vendsko područje u današnjoj njemačkoj pokrajini Lüchow-Dannenberg ugrabio je "vendsku" (slavensku) ženu po imenu Edla i uzeo je za priležnicu. Ona mu je rodila sina (i budućeg kralja) Emunda i kćer Astrid Olofsdotter. Kasnije se oženio za vendsku princezu Estrid od Bodriča s kojom je imao sina (i budućeg kralja) Anunda Jacoba i kćer Ingegerd Olafsdotter (buduću kijevsku knjeginju).
Olof je sklopio savez s danskim kraljem Svenom I. Rašljobradim te su saveznici, nastojeći iskoristiti nezadovoljstvo Norvežana uvođenjem kršćanstva, pokrenuli rat protiv norveškog kralja Olafa Trygvassona. To je godine 1000. dovelo do pomorske bitke kod Svoldera u kojoj je Olof poginuo, a saveznici su među sobom podijelili Norvešku. Olof je svojim teritorijima pripojio Trøndelag.
Oko godine 1008. Olof je zahvaljujući misionaru po imenu Sigfrid, odlučio primiti kršćanstvo. Iako nije bio prvi švedski kršćanski kralj, bio je prvi koji je kršćaninom ostao do smrti. Njegov otac Erik Pobjednički je također bio kršten, ali je kasnije napustio kršćansku vjeru. Otpor njegovih sunarodnjaka prema pokrštavanju, prisilio ga je, da kršćanstvo pokušava uvoditi samo na ograničenom prostoru granične provincije Västergötland, gdje je kršćanstvo od ranije bilo ukorijenjeno. Olof je također u Sigtuni počeo kovati novac sa svojim imenom. Na svom je dvoru primao niz uglednih skandinavskih skalda (dvorskih pjesnika) među kojima se ističe Islanđanin Óttarr Svart koji je ispjevao ep Óláfsdrápa sænska u kojem se opisuje Olofov život i između ostalog, pregovori kojima je 1018. okončan rat Švedske s nanovo ujedinjenom Norveškom pod kraljem Olafom II.
Prema predaji godine 1022. umro je mučeničkom smrću, odnosno ubili su ga njegovi poganski podanici nakon što je odbio sudjelovati u njihovim ritualima.
| Prethodnik:      | Kralj Švedske 995. - 1022. | Nasljednik: |
| Erik Pobjednički | Kralj Švedske 995. - 1022. | Anund Jacob |